# Anna Hřebřinová
Anna Hřebřinová (Praga, 11 novembre 1908 – Praga, 6 dicembre 1993) è stata una ginnasta ceca, fino al 1992 cecoslovacca.

## Palmarès

### Olimpiadi
- 1 medaglia:
  - 1 argento (Berlino 1936 nel concorso a squadre)